# Quán Trữ
Quán Trữ là một phường thuộc quận Kiến An, thành phố Hải Phòng, Việt Nam.
Phường Quán Trữ có diện tích 1,58 km², dân số năm 2007 là 11184 người, mật độ dân số đạt 7078 người/km².